# Galileotoppen
Galileotoppen és una muntanya situada a l'illa de Spitsbergen, a l'arxipèlag de Svalbard, Noruega. Amb 1.637 metres d'alçada, és el cinquè cim més alt de Svalbard. Es troba a l'oest del Wijdefjorden i al nord-oest del Newtontoppen. Es diu així per l'astrònom italià Galileo Galilei (1564-1642).